# Phyllecthris texanus
Phyllecthris texanus is een keversoort uit de familie bladkevers (Chrysomelidae). De wetenschappelijke naam van de soort werd in 1884 gepubliceerd door John Lawrence LeConte.